# Xã Jackson, Quận Franklin, Ohio
Xã Jackson (tiếng Anh: Jackson Township) là một xã thuộc quận Franklin, tiểu bang Ohio, Hoa Kỳ. Năm 2010, dân số của xã này là 40.608 người.